# Venosa
Ne doit pas être confondu avec Venosta.
Venosa (Venusia en latin, Venouse ou Venose en français) est une commune italienne située dans la province de Potenza, dans la région Basilicate, en Italie méridionale.

## Géographie
Elle se situe dans le nord de la région de Basilicate, dans une sous-région appelée Vulture.  
La ville se trouve à 36 km au nord de Potenza et à 90 km à l'ouest de Bari.

## Histoire
Venosa est habitée depuis la  préhistoire, selon les trouvailles archéologiques faites dans la région, et surtout dans la zone de Notarchirico.
La ville fut probablement fondée par des populations latines[réf. nécessaire],  mais en 291 av. J.-C. elle se trouve en territoire samnite, et est prise cette même année par le consul romain Lucius Postumius Megellus, qui en fait une colonie latine[réf. nécessaire]. 
C'est près de cette ville que les consuls romains Marcus Claudius Marcellus et Titus Quinctius Crispinus tombèrent en 208 av. J.-C. dans une embuscade tendue par Hannibal Barca lors de la deuxième guerre punique. Le premier consul fut tué et le deuxième mourut quelques semaines plus tard de ses blessures.
À l'origine, le saint patron de cette cité nommée Venusia dans l'Antiquité est saint Félix de Thibiuca (247-303). Au début du XVIe siècle, la dévotion populaire attribue aux prières à saint Roch la libération de la ville de l'épidémie de peste de 1503 ; bien que saint Félix reste le protecteur nominal de la ville, le coprotecteur saint Roch en est devenu le saint patron.
La cité fut choisie après l'an 1057 par Robert Guiscard pour abriter le tombeau familial de la Maison de Hauteville et il y a aussi le tombeau de la première femme de Guiscard, Aubrée de Buonalbergo.
En 1133, Venosa fut prise par les troupes du roi Roger II de Sicile qui était venu dans le sud de l'Italie pour mâter une révolte menée par certains barons (Venosa avait choisi le camp des rebelles). Dans cette campagne, le roi inaugura un système de répression à outrance destiné à effrayer tous ceux qui seraient tentés de suivre l'exemple des rebelles. Venosa fut brûlée ; la plupart des habitants périrent dans les supplices les plus divers. Selon le chroniqueur Falcon de Bénévent, contemporain des évènements, « jamais on n'avait ouï parler d'une telle cruauté envers les chrétiens » (les troupes du roi Roger étaient essentiellement composées de musulmans de Sicile).

## Culture

### Cinéma
Venosa est l'un des lieux de tournage du film TV Gesualdo : Mort à cinq voix (1995), dirigée par Werner Herzog.

## Monuments et patrimoine
- Château Aragonais, construit en 1470 à la demande du duc Pirro del Balzo Orsini. Il a un plan carré avec quatre tours cylindriques. Il a été transformé en une résidence de Carlo Gesualdo et son fils Emanuele. À l'intérieur se trouve le Musée archéologique national.
- Abbaye de la Trinité ; son origine remonte au Ve siècle et elle est divisée en deux églises : une ancienne, érigée sur un précédent temple romain, et une nouvelle qui ne fut jamais terminée, raison pour laquelle elle est aujourd’hui connue comme « Incompiuta » (inachevée). L'abbaye abrite la tombe de la famille Hauteville.
- La cathédrale, réalisée entre 1470 et 1502 et avec une hauteur de 42 mètres. À l'intérieur, il y a des œuvres d'artistes comme Carlo Maratta et Francesco Solimena.
- Le parc archéologique de Notarchirico, un des sites archéologiques européens les mieux conservés et les plus riches en matériel concernant le Pléistocène moyen[3]. Il conserve des pièces archéologiques intéressantes comme un crâne d’éléphant et un fragment de fémur d'homo erectus, datant d'il y a environ 300 000 ans.
- Catacombes juives, datant de l'Antiquité tardive (IIIe siècle-Ve siècle), composées d'une série de couloirs où on peut admirer des tombes et des témoignages de l'iconographie juive[4].

## Administration
| Période                                  | Période  | Identité                     | Étiquette       | Qualité |
| ---------------------------------------- | -------- | ---------------------------- | --------------- | ------- |
| 14 juin 2004                             | En cours | Carmine Miranda Castelgrande | Centro-Sinistra |         |
| Les données manquantes sont à compléter. |          |                              |                 |         |

## Hameaux

### Communes limitrophes
Barile, Ginestra, Lavello, Maschito, Montemilone, Palazzo San Gervasio, Rapolla, Spinazzola.

### Évolution démographique
[réf. nécessaire]
Habitants recensés

## Personnalités

### Personnalités nées à Venosa
- Horace (65-8 av. J.-C.), poète de la Rome antique dont on peut encore voir la demeure à Venosa, la Venusia des Romains. Il est parfois désigné par la périphrase « le poète de Venouse ».
- Manfred Ier de Sicile (1231-1266), fils de l'empereur Frédéric II du Saint-Empire, roi de Sicile, de la dynastie Hohenstaufen.
- Bartolomeo Maranta (1500 - 1571), médecin et botaniste.
- Luigi Tansillo (1510 - 1568), poète.
- Carlo Gesualdo (1566 - 1613), prince de Venosa et compositeur.
- Giovanni Battista de Luca (1614 - 1683), cardinal.
- Giacomo Di Chirico (1844 - 1883), peintre.
- Luigi Frusci (1879 – 1949), général.

### Autres personnalités liées à Venosa
- Robert Guiscard est inhumé dans la commune.

## Galerie de photos

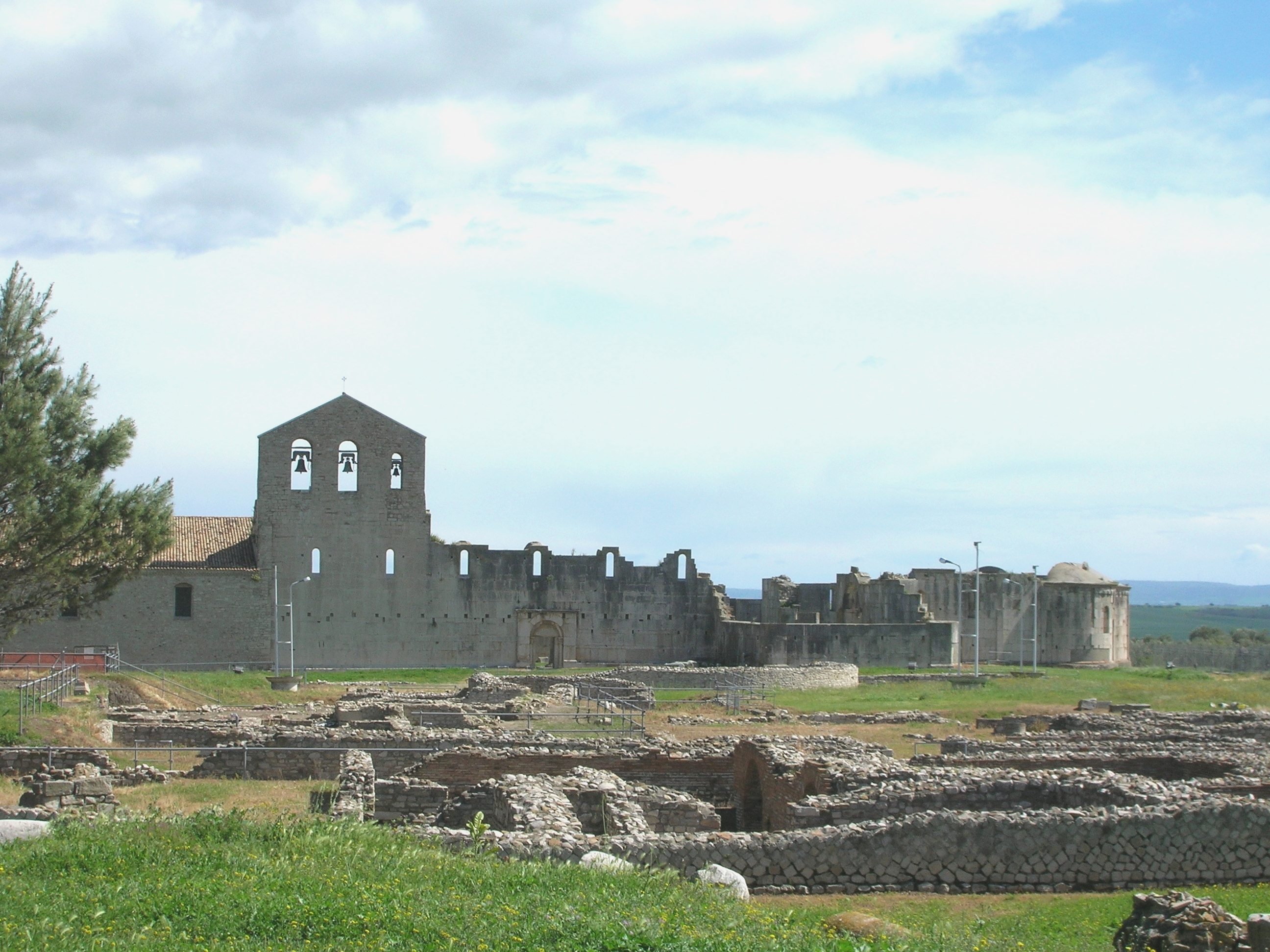
Partie inachevée de l'église de la Santissima Trinità.
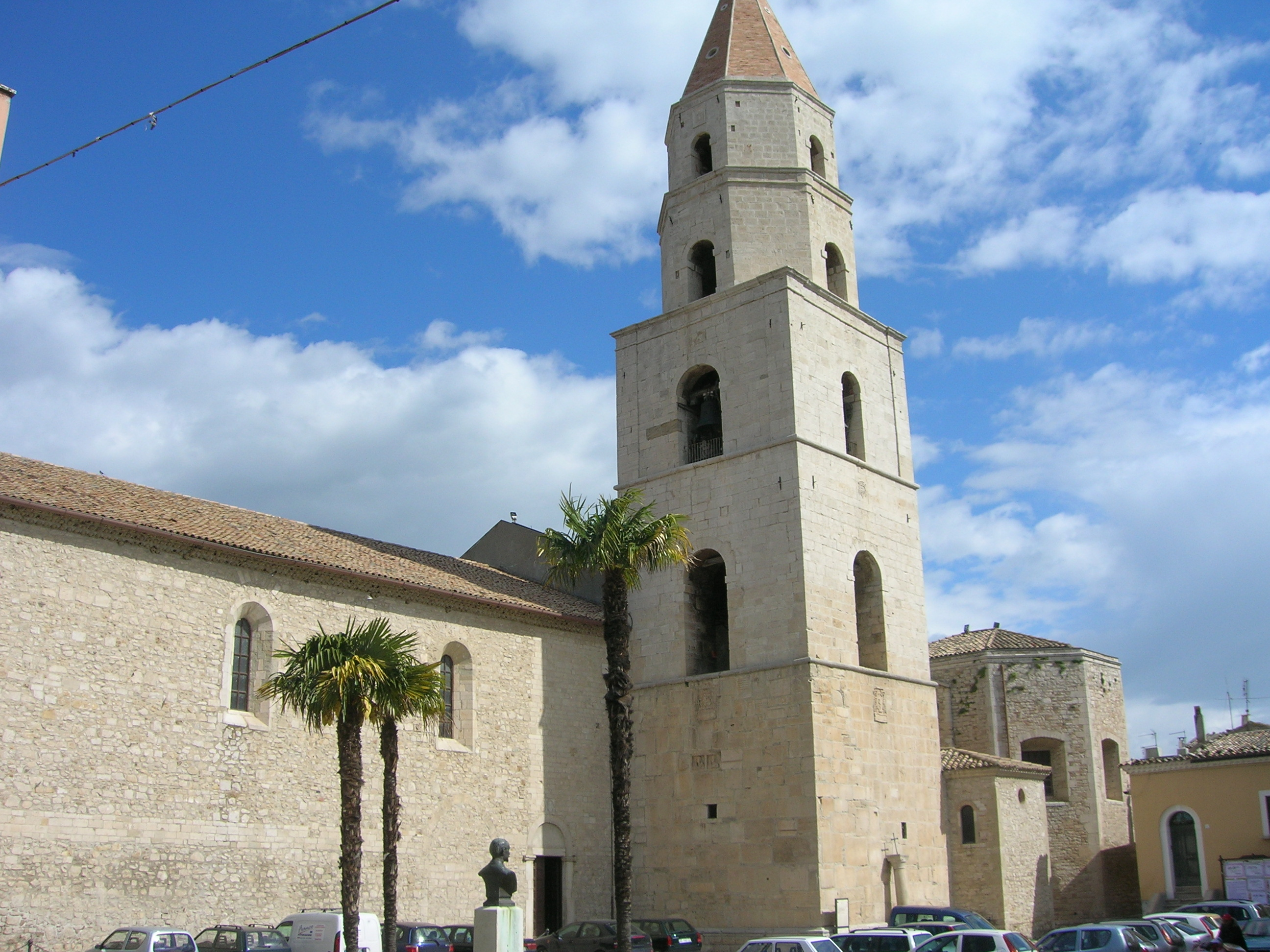
Cathédrale de Sant'Andrea.
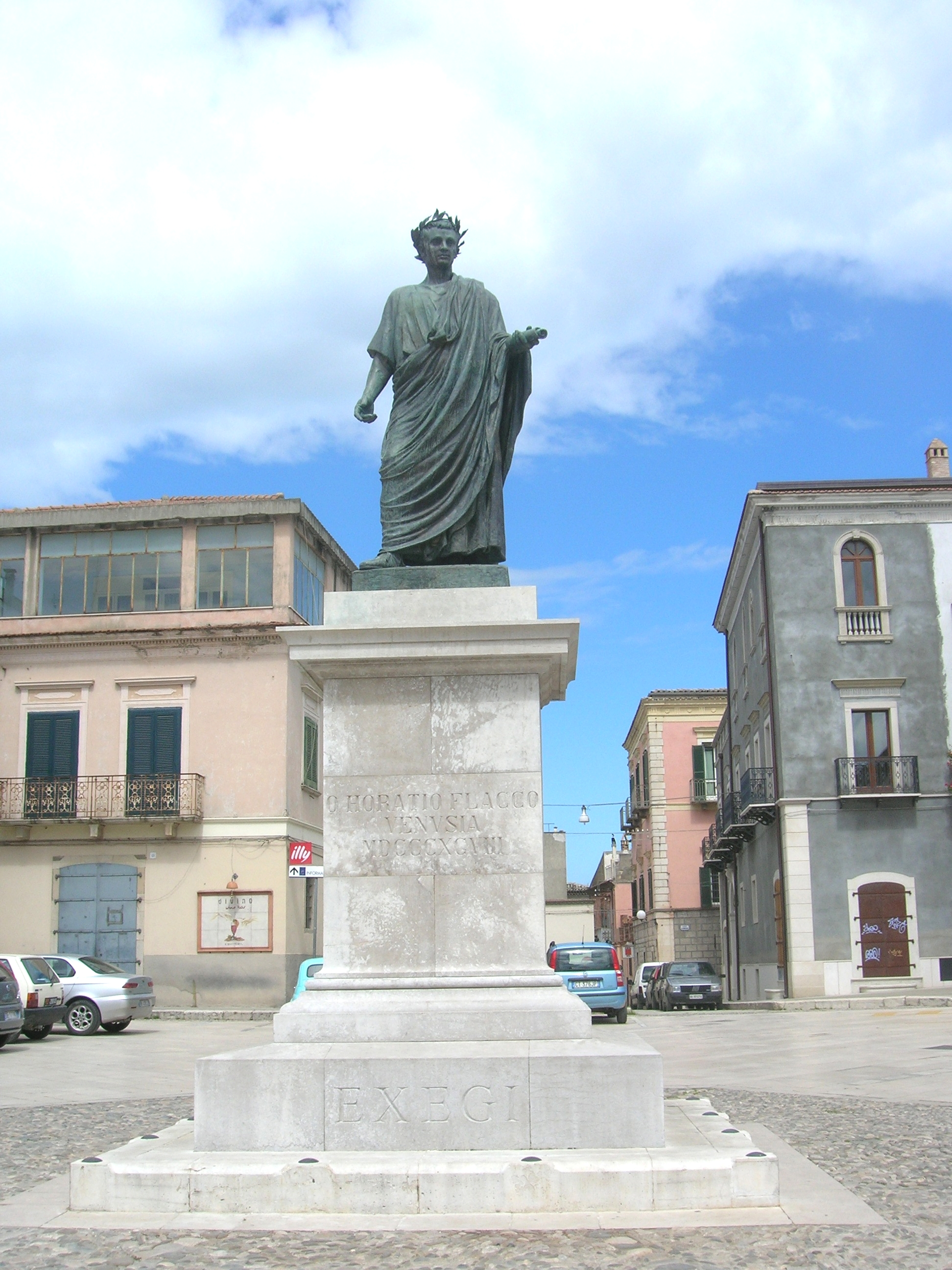
Statue d'Horace.